# Rudi Garcia
Rudi José Garcia (Nemours, 20 de fevereiro de 1964), é um treinador e ex-futebolista francês que atuava como meio-campista. Atualmente comanda a Seleção Belga de Futebol.

## Carreira como treinador

### Napoli
No dia 15 de junho de 2023, foi anunciado como novo treinador do Napoli, chegando para substituir Luciano Spalletti. Foi anunciada sua saída do clube no dia 14 de novembro de 2023.

### Seleção Belga
No dia 24 de janeiro de 2025, Garcia foi anunciado pela Federação de Futebol da Bélgica após assinar contrato até a Copa do Mundo de 2026. Ele fará sua estreia à frente da equipe belga na Data Fifa de março, quando o time enfrentará a Ucrânia pelos playoffs da Liga das Nações da Uefa.

## Títulos

### Como técnico
Lille
- Ligue 1: 2010–11[4]
- Copa da França: 2010–11[4]

### Prêmios individuais
- Treinador do Ano: 2011 - France Football[4]